# Andrea d'Arrigo
Andrea Mitchell D'Arrigo, född 28 april 1995 i Rom, Italien, är en italiensk simmare som tävlar för Larus Nuoto.